# Bathycolpodes holochroa
Bathycolpodes holochroa là một loài bướm đêm trong họ Geometridae.